# 呼中站
呼中站，位于中华人民共和国黑龙江省大兴安岭地区呼中区呼中镇，是林碧铁路上的火车站，建于1966年，由哈尔滨铁路局加格达奇车务段管辖。

## 車站周邊
- 呼中区交通局
- 中国联通呼中营业厅
- 中国工商银行呼中支行
- 呼中区人民政府
- 呼中区国土资源局
- 呼中区教育局
- 呼中公路客运站
- 上海滩酒店
- 呼中二小

## 歷史
- 建于1966年。

## 外部連結
- 中国铁路客户服务中心（页面存档备份，存于）